# Повітряний старт

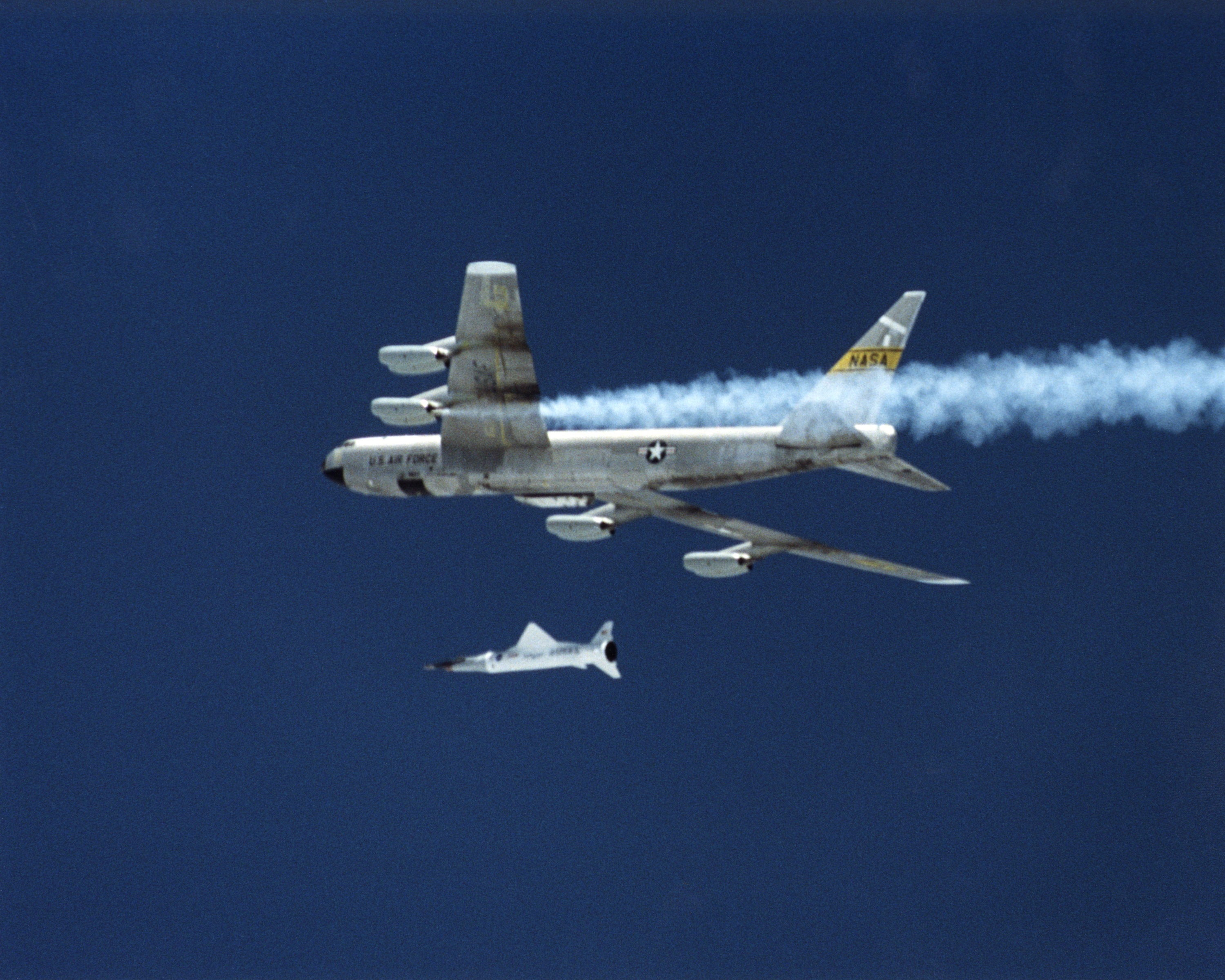
«Пегас» — перший реалізований проєкт повітряного старту космічного призначення, стартує з літака-носія B-52B

Повітряний старт — спосіб запуску ракет або літаків з висоти кількох кілометрів, куди доставляється апарат для запуску. Засобом доставки частіше за все служить інший літак, але може виступати і повітряна куля або дирижабль.
В докосмічну епоху було реалізовано багато проєктів повітряного старту експериментальних та інших літаків (в тому числі деякі як повітряний авіаносець) і крилатих ракет.
З Повітряного старту слід особливо виокремити "Повітряний старт на орбіту".
Повітряний старт на орбіту - це метод запуску ракет-носіїв та/або космічних кораблів високо в повітрі з реактивних повітряних суден горизонтального зльоту як дозвукових так і надзвукових. Коли цей метод використовується для виведення на орбіту має надзвичайні переваги над традиційним вертикальним запуском ракет, зокрема завдяки зменшених масі, сили протидії та вартості ракети.

## Повітряний старт як перша сходинка до орбіти
Основною перевагою, яка реалізована системою повітряного старту Пегас (РН), на даний момент єдиним провайдером повітряного старту на орбіту, є гнучкість системи. Повітряний старт на орбіту дає потенціал розпорядження повітряним судном таким як старт за вимогою, та також менше піддається впливу таких стартових складових як погода. Це дозволяє повітряному судну літати відносно погодних умов так само як летіти до найкращих стартових точок. Іншою перевагою включає зменшення діапазону національних обмежень по графіку запусків, мінімальні вимоги до стартового майданчика зменшуються вимоги подальності і безпеці польоту та екваторіальний запуск.
Однією з переваг повітряного старту є величезна економія ракетного палива. Це відбувається тому, що літак-носій є спроможний підняти ракету на висоту набагато економніше/ефективніше використовуючи турбореактивні двигуни, які не вимагають запасу окислювача на борту. Це дозволяє пусковій системі зекономити надзвичайну кількість маси, яка в іншому випадку використалась би для палива, таким чином зменшуючи в цілому розмір. Тоді більша частина загальної маси ракети може бути використана під корисне навантаження, таким чином зменшуючи собівартість запуску корисного навантаження. Запуск з висоти також додає значний виграш в технічних характеристиках (ККД) ракети. Висока горизонтальна швидкість надана повітряним судном надає ракеті великий початковий вектор швидкості та зменшує приріст швидкості, яка необхідна для виходу на орбіту. В нижченаведених рівняннях є зазначено, що висока швидкість може зменшити вимоги щодо приросту швидкості на 15% порівняно з вертикальним стартом.
Розрахунок витрат показує, що система надзвукового повітряного старту має потенціал щодо зменшення собівартості запуску порівняно з класичними вертикальними ракетоносіями на порядок величин. Собівартість запуску виглядає пропорційною до пікової потужності ракетних двигунів як подається в емпіричному співвідношенні:
{\displaystyle {\text{Launch Cost}}\ (\${\text{Millions}})={\frac {{\text{Peak Power}}\ ({\text{MW}})}{100}}}
Пікова потужність як максимум тяги виражається як:
{\displaystyle {P}={\frac {1}{2}}{\frac {T_{\rm {vac}}}{W_{\rm {o}}}}{m_{\rm {leo}}}{g_{\rm {o}}}^{2}{I_{\rm {sp}}}{e}^{{\Delta V}/{g_{\rm {o}}}{I_{\rm {sp}}}}}
де горизонтальне {\displaystyle {T_{\rm {vac}}}/{W_{\rm {o}}}} відноситься до початкового стартового прискорення, {\displaystyle {m_{\rm {leo}}}} є масою, яка виводиться на низьку навколоземну орбіту, та
{\displaystyle \Delta {V}=\int _{t}{\frac {|T|}{m}}\,dt}.
{\displaystyle {T_{\rm {vac}}}/{W_{\rm {o}}}} для space shuttle та Saturn V Apollo місячної ракети становить 1.49 та 1.43, відповідно. Для повітряного старту з кутом підйому в 30 градусів це число може бути не нижче 1.00. Цифри 2 і 3 показують порівняння собівартості запуску відносно тягової потужності для багаторазових пускових носіїв.
Може здатися на перший погляд, що літак слугує прискорювачем для того, щоб збільшити корисне навантаження.
Дійсно по факту 'Повітряний старт' в основному використовується для зменшення собівартості. 40,000 футів це тільки близько 10% мінімальної висоти необхідної для виходу на тимчасово стабільну орбіту, та 4% від висоти в цілому стабільної низької орбіти землі. Авіалайнер сконструйований на швидкість приблизно 0.8 Маха, це близько 3% орбітальної швидкості.
Єдиною найбільшою причиною відкладання традиційних запусків є погода. Піднімаючи Пегаса на висоту 12 тис. м він попадає поза межі тропосфери в стратосферу. Традиційна погода є обмежена тропосферою і поперечні вітри на висоті 40 тис. футів є набагато м'якшими. Таким чином вже на висоті Пегас є в основному захищеним від спричинених негодою відстрочок старту, та відповідних витрат . (Негода все ще є фактором під час зльоту, набору висоти та перельоту до стартової точки).
Повітряний старт зменшує витрати на інфраструктуру. Не вимагається вибухостійкого стартового стола, блокгауза або пов'язаного обладнання. Це дозволяє зліт з різноманітних баз, в основному обмежених вимогами корисного вантажу щодо його забезпечення та підготовки. Дальність польоту повітряного судна дозволяє запуск з екватору, що збільшує можливості та є вимогою для орбіт деяких місій (проєктів). Запуски з-над океану також зменшує страхові витрати, які часто бувають великими для ракет-носіїв заправлених летким паливом та окислювачем.
Запуск з висоти дозволяє більше, ефективніше, звідси й дешевше сопло першого ступеня. Його коефіцієнт розширення може бути спроєктований для низького тиску зовнішнього (обтічного) повітря без ризику розділення потоків та нестабільності при низьковисотному польоті. Висотним соплом збільшеного діаметра було би важко управляти вектором тяги. Та при зменшених бокових вітрах хвостові стабілізатори можуть забезпечити достатню керованість першого ступеня польоту ракети. Це і дозволяє робити фіксованим сопло, що економить гроші і масу на відміну від сопла з шарнірним з'єднанням.
В останні роки даний спосіб запуску на низькі навколоземні орбіти при відповідності деяким умовам (для ШСЗ порівняно невеликих мас, що виводяться на низькі орбіти) набуває популярність (є реалізовані проєкти і ще більше проєктів багатьох компаній розглядають даний спосіб запуску) у зв'язку з високою економічною ефективністю і мобільністю (не вимагається спорудження космодромів).

## Надзвуковий повітряний старт
Надаючи початкову надзвукову швидкість ракеті, приріст швидкості, яка необхідна для виходу на орбіту може бути суттєво зменшений в порівнянні з дозвуковим варіантом повітряного старту. Цифра 3 показує, що для горизонтального повітряного запуску з нахилом під кутом 30 градусів, зменшення приросту швидкості, необхідної для виходу на орбіту, може досягати 25% для повітряного старту на швидкості Мах 4.0. Цифра 4 показує собівартість кілограма корисного навантаження на орбіті відносно питомого імпульсу системи та приросту швидкості, яка необхідна для виходу на орбіту. Цифра показує, що собівартість запуску на низьку навколоземну орбіту на кілограм є набагато залежніший від приросту швидкості, яка необхідна для виходу на орбіту, ніж від питомого імпульсу системи.
Повітряний старт на орбіту випробовується на зменшених турбореактивних повітряних суднах. На даний час дозвукова модель масштабом 1/10 з ракетою Falcon 1 масштабом 1/10 на верхній стороні фюзеляжу використовується для перевірки готовності систем повітряного старту на орбіту.
Найчастіше даний спосіб в теперішній час використовується для запуску апаратів по суборбітальній траєкторії, або для виведення супутників на навколоземну орбіту в системах, складених з літака-носія і ракети-носія (РН) чи крилатих авіаційно-космічних системах (АКС).
В 1960-ті рр і пізніше в США були створені такі, що запускалися з літаків-носіїв, експериментальні ракетоплани, в тому числі перший гіперзвуковий літак — суборбітальний пілотований космоплан North American X-15, також Bell X-1, Lockheed D-21, Boeing X-43 та ін. Подібні (але не суборбітальні) системи були також у Франції (Ледюк) та інших країнах. Повітряний старт використовувався для відпрацювання космоплана Ентерпрайз в масштабній програмі багаторазової транспортної космічної системи Спейс шаттл.
Першим з детальних проєктів АКС з повітряним стартом була нереалізована система СРСР «Спіраль» 1960-х—1970-х рр. з гіперзвукового літака-розгонщика, РН і орбітального літака. Повітряний старт використовувався для польотів дозвукового літака-аналога його орбітального літака.

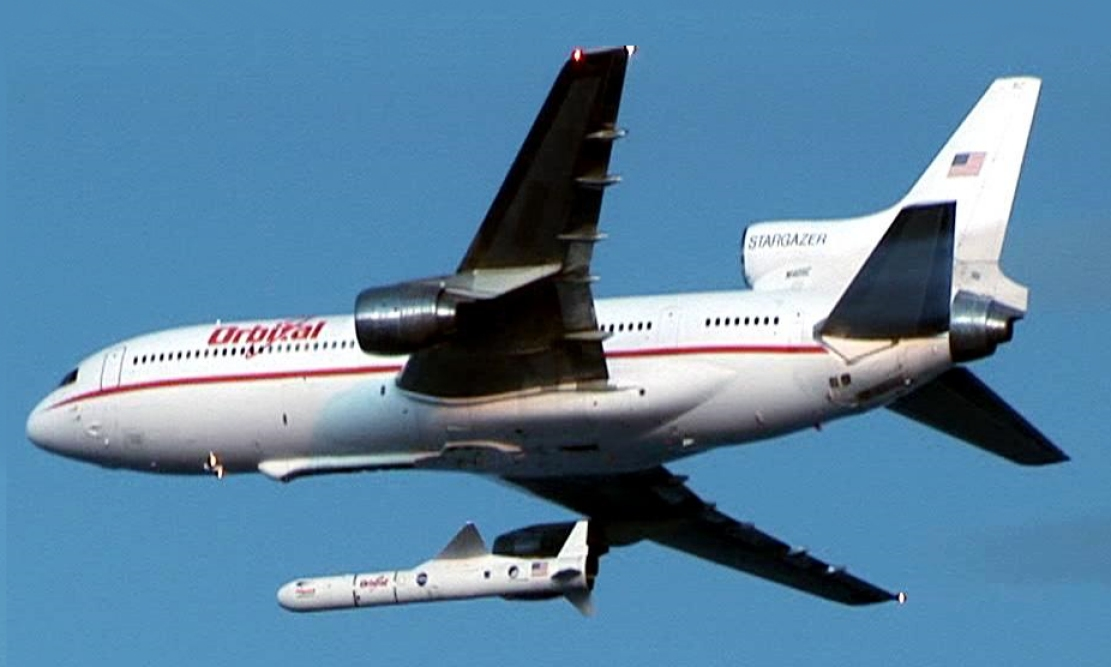
Літак-носій Lockheed L-1011 Stargazer компанії Orbital запускає Пегас, який несе три супутника Space Technology 5 2006

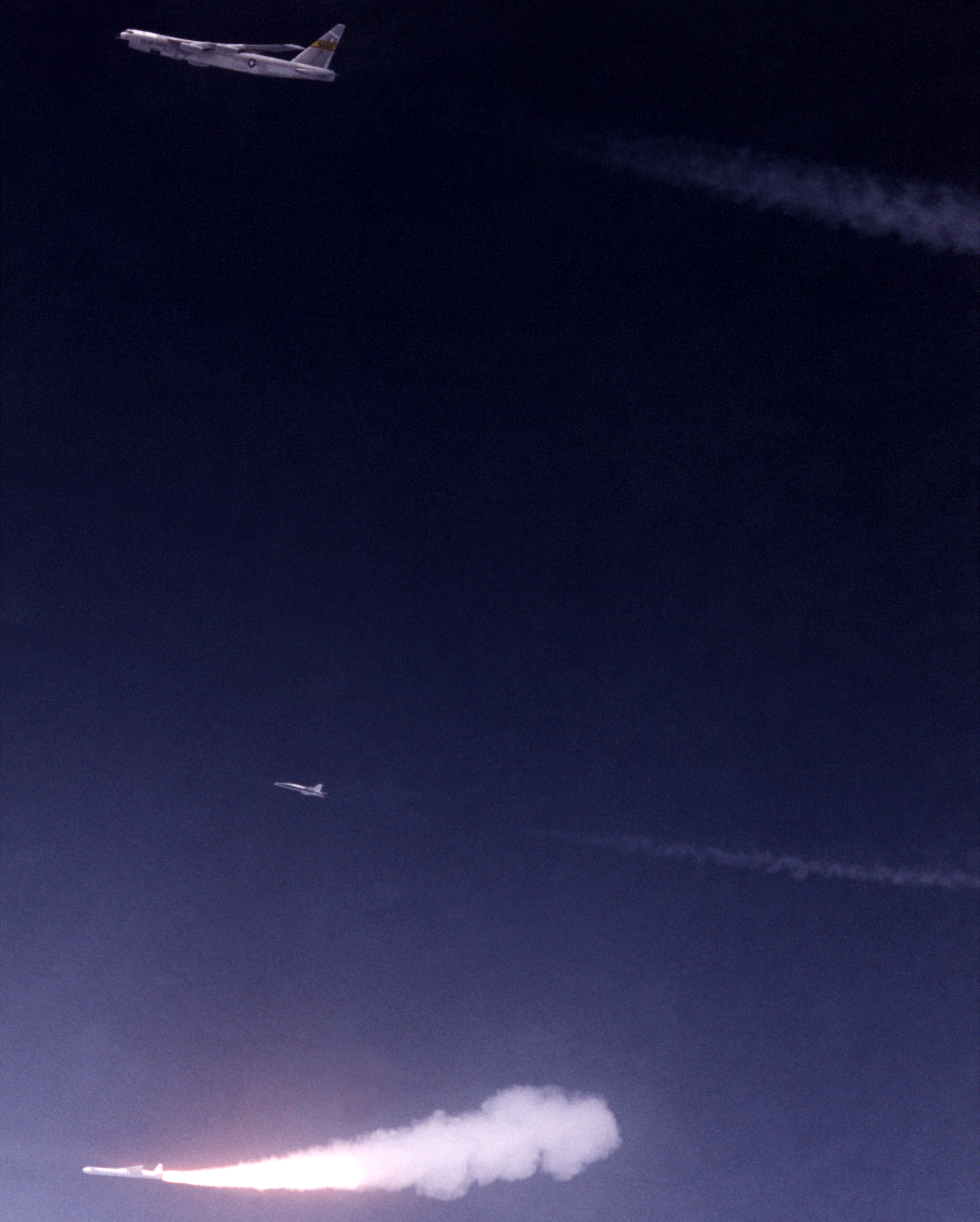
Запускаються двигуни Пегаса після відстиковки від літака-носія B-52 Stratofortress, 1991

## Американські проєкти
В США діє система давно реалізована Пегас (РН) / L-1011 (літак). Розроблена корпорацією Orbital Sciences Corporation. Старт проводиться за допомогою літака L-1011 фірми Lockheed Corporation, спеціально для цього обладнаного. Відділяння ракети від літака-носія відбувається на висоті 12 км.
Маса носія − 18 500 кг (Pegasus), 23 130 кг (Pegasus XL)
Маса корисного вантажу, який виводиться на низьку навколоземну орбіту носієм «Пегас» — до 443 кг.
Вартість запуску (на 1994) — 11 млн доларів США.
З 1990 по 2008 проведено всього 40 запусків носія «Пегас» з виведенням на орбіту штучних супутників, з них невдалими були 3 запуска.
У 2018 році планується тестовий політ РН LauncherOne компанії Virgin Orbit. Запуск здійснюватися літаком-носієм Boeing 747-400 під назвою Cosmic Girl.
На останній стадії розробки знаходиться пілотований багаторазовий космічний літак VSS Unity. Запускатиметься літаком White Knight Two. Головне призначення — космічний туризм.

## Російсько-Українські проєкти
В Росії запропоновано детально розроблені проєкти АКС БАКС і «Повітряний старт». В першому проєкті космоплан із зовнішнім паливним запускається з борта надважкого літака Ан-225(325) «Мрія». Основним елементом другого проєкту є спеціально переобладнаний важкий літак Ан-124-100ВС «Руслан», з борта якого на висоті приблизно 10 км по розробленій Державним ракетним центром «КБ ім. Макеєва» технології здійснюється так званий «минометний» старт ракети-носія, яка доставляє на розрахункову орбіту корисний вантаж. Існують також проєкти «Бурлак» та інші, в яких РН с ШСЗ запускається з борта різних літаків-носіїв Ту-160, Ан-124, Ту-22М.

## Українські проєкти
В Україні з використанням літака-носія Ан-225 розроблені проєкти АКС «Світязь» (РН Зеніт) АКРК «Оріль» и «Либідь» (крилатий космоплан).
Літак-носій Ан-225-100 розробляється АНТК імені Олега Антонова і є модифікацією базового літака Ан-225 «Мрія». На літак встановлюється спеціальне обладнання для кріплення ракети-носія над фюзеляжем, всередині герметичних кабін розміщується бортове стартове обладнання та оператори, необхідні для здійснення пуску РН. Ракета-носій «Світязь»створюється на базі вузлів, агрегатів і систем ракети-носія «Зеніт». Вона будується за триступеневою схемою. Використовує нетоксичні компоненти палива — рідкий кисень і гас. При виведенні космічних апаратів на геостаціонарну орбіту, ракета-носій комплектується твердопаливним апогейним ступенем.
АКРК «Оріль» двоступеневий авіаційно-космічний комплекс. Як перший ступінь такого комплексу буде літак-носій розробки Київського авіаційного науково-технічного комплексу ім. О. К. Антонова Ан-124 («Руслан»). Другий щаблем буде ракета-носій корисного навантаження розробки Дніпропетровського КБ «Південне», яка повинна стартувати з фюзеляжу літака-носія.
На перших етапах створення український АКРК «Оріль» матиме одноразовий космічний апарат. У майбутньому в космос будуть відправлятися і повертатися на Землю також і багаторазові космічні апарати. На відміну від «Шатла» і «Бурана», старт ракети-носія буде здійснюватися не з зовнішньої підвіски літака-носія, а з його середини, тобто з фюзеляжу. У світі ще не було подібних науково-технічних рішень. Така схема запуску на навколоземну орбіту корисного навантаження має цілий ряд безперечних переваг. Це і покращена аеродинамічна схема АКРК в цілому, більш висока безпека відділення другого ступеня у вигляді ракети-носія, більш оптимальні техніко-економічні показники, вище скритність виконання АКРК завдань подвійного призначення (як суто наукових і комерційних, так і спеціальних, у військових цілях).

## Казахсько-Російський проєкт
Казахстан пропонує проєкт АКС «Ішим» (МіГ-31+РН).
Проєкти АКС з повітряним стартом космопланів були створені в Німеччині ( Зенґер-2), Японії (ASSTS), Китаї (прототип Шеньлонг та АКС наступного покоління) і т. д.

## Проєкт Virgin Galactic
За допомогою повітряного старту запускаються приватні суборбітальні космоплани SpaceShipOne, SpaceShipTwo.
22 травня 2021 року Virgin Galactic здійснила випробувальний суборбітальний запуск, а 11 липня 2021 року відбувся перший повністю екіпажний політ космічного літака VSS Unity зі спеціальним пасажиром на борту: засновником компанії мільярдером Річардом Бренсоном.  VSS Unity стартував за допомогою літака-носія White Knight Two.

## Інше
За допомогою повітряного старту запускаються М-55 та інші подібні проєкти. Повітряний старт з аеростата суборбітальної пілотованої ракети передбачений в проєкті Stabilo ARCASPACE Румунії.